# Catagonium emarginatum
Catagonium emarginatum är en bladmossart som beskrevs av Lin Shan-hsiung 1984. Catagonium emarginatum ingår i släktet Catagonium och familjen Hypnaceae. Inga underarter finns listade i Catalogue of Life.